# Одилов, Фаридун
Фаридун Одилов (род. 12 августа 1992 года) — таджикский самбист и боец смешанного стиля, представитель средней весовой категории лиги ACA. Выступает на профессиональном уровне с 2016 года. Бронзовый призёр Азиатских игр в помещениях 2017 года. Серебряный призёр чемпионата Азии по самбо 2017 года.
В 2019 году принимал участие в чемпионате Азии по борьбе в категории до 92 кг (вольная борьба).
В 2021 году Одилов стал чемпионом Eagle FC в среднем весе на турнире Eagle Fighting Championship 33.
Принимал участие в турнирах таких промоушенов как WFCA, Fight Nights Global, Gorilla Fighting Championships и других.

## Спортивные достижения
- Чемпион Eagle Fighting Championship в среднем весе (2021)
- Бронзовый призёр Азиатских игр в помещениях 2017 года
- Серебряный призёр чемпионата Азии по самбо (2017)
- Пятикратный чемпион Таджикистана по самбо[6]